# Expedition 39

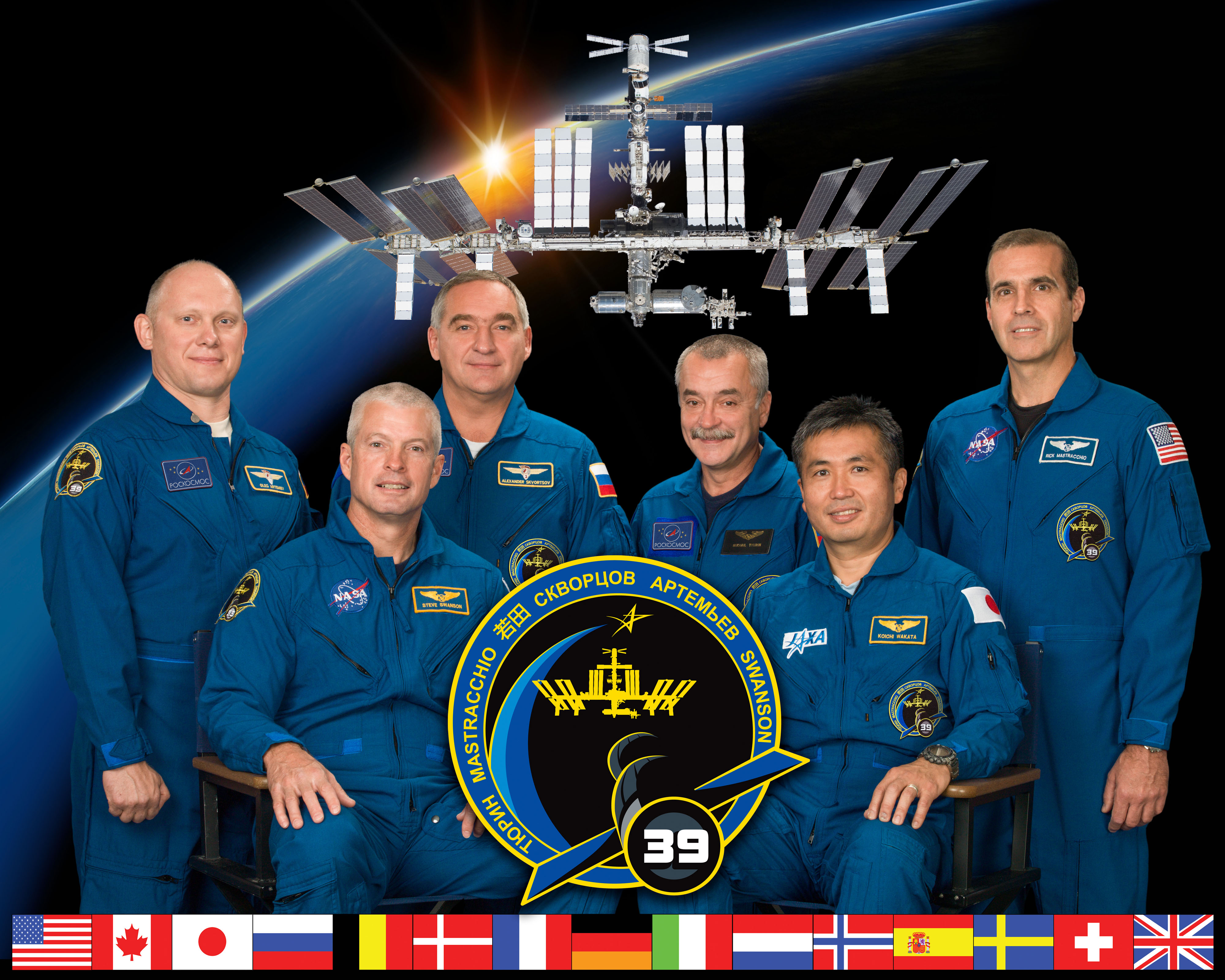
Expedition 39 besättning.

Expedition 39 var den 39:e expeditionen till Internationella rymdstationen (ISS). Expeditionen började den 10 mars 2014 då delar av Expedition 38s besättning återvände till jorden med Sojuz TMA-10M.
Koichi Wakata, Richard A. Mastracchio och Michail Tiurin anlände till stationen med Sojuz TMA-12M den 27 mars 2014.
Expeditionen avslutades den 13 maj 2014 då Wakata, Mastracchio och Tiurin återvände till jorden med Sojuz TMA-11M.

## Besättning
| Position       | Första delen (10 - 27 mars 2014)                  | Andra delen (27 mars - 13 maj 2014)               |
| -------------- | ------------------------------------------------- | ------------------------------------------------- |
| Befälhavare    | Koichi Wakata, JAXA Hans fjärde rymdfärd          | Koichi Wakata, JAXA Hans fjärde rymdfärd          |
| Flygingenjör 1 | Richard A. Mastracchio, NASA Hans fjärde rymdfärd | Richard A. Mastracchio, NASA Hans fjärde rymdfärd |
| Flygingenjör 2 | Michail Tiurin, RSA Hans tredje rymdfärd          | Michail Tiurin, RSA Hans tredje rymdfärd          |
| Flygingenjör 3 |                                                   | Aleksandr Skvortsov, RSA Hans andra rymdfärd      |
| Flygingenjör 4 |                                                   | Oleg Artemjev, RSA Hans första rymdfärd           |
| Flygingenjör 5 |                                                   | Steven Ray Swanson, NASA Hans tredje rymdfärd     |